# Koberovice
Obec Koberovice (německy Koberowitz) se nachází v okrese Pelhřimov v Kraji Vysočina. Žije zde 168 obyvatel.

## Historie
První písemná zmínka o obci pochází z roku 1341.

## Pamětihodnosti
- Návesní kaplička z 18. stol.
- Dvůr Bělá
- Památné lípy

## Doprava
Územím obce prochází dálnice D1 s exitem 81 a silnice II/130 Ledeč nad Sázavou – Koberovice – Senožaty. Dále jsou zde silnice III. třídy:
- III/12929 II/130 – Lísky
- III/12930 Koberovcice – Vojslavice
- III/12935 Speřice – II/130
- III/12938 ze silnice III/12935 do Lohenic

## Části obce
- Koberovice
- Lísky
- Lohenice

## Galerie

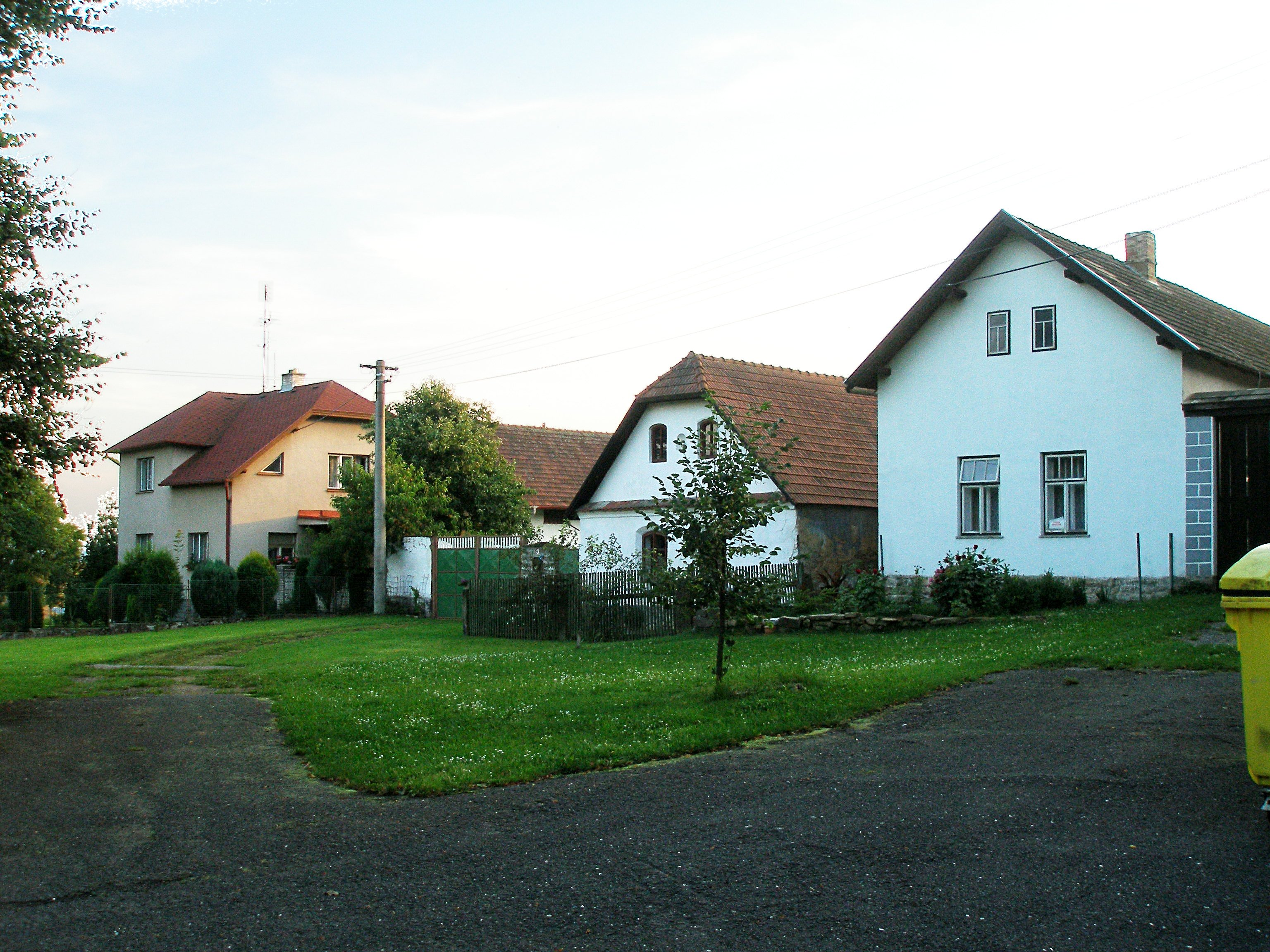
Domy na návsi
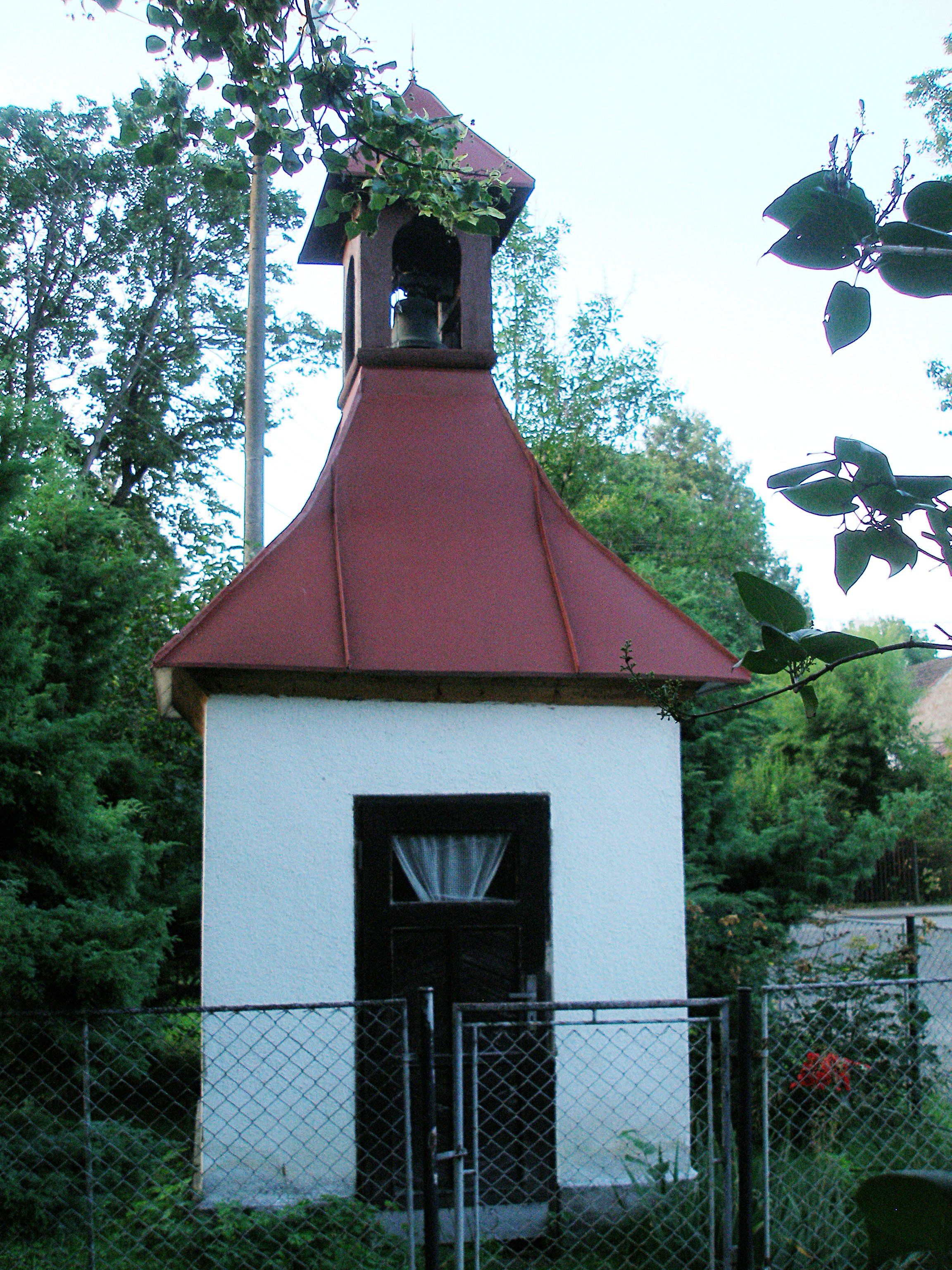
Kaplička
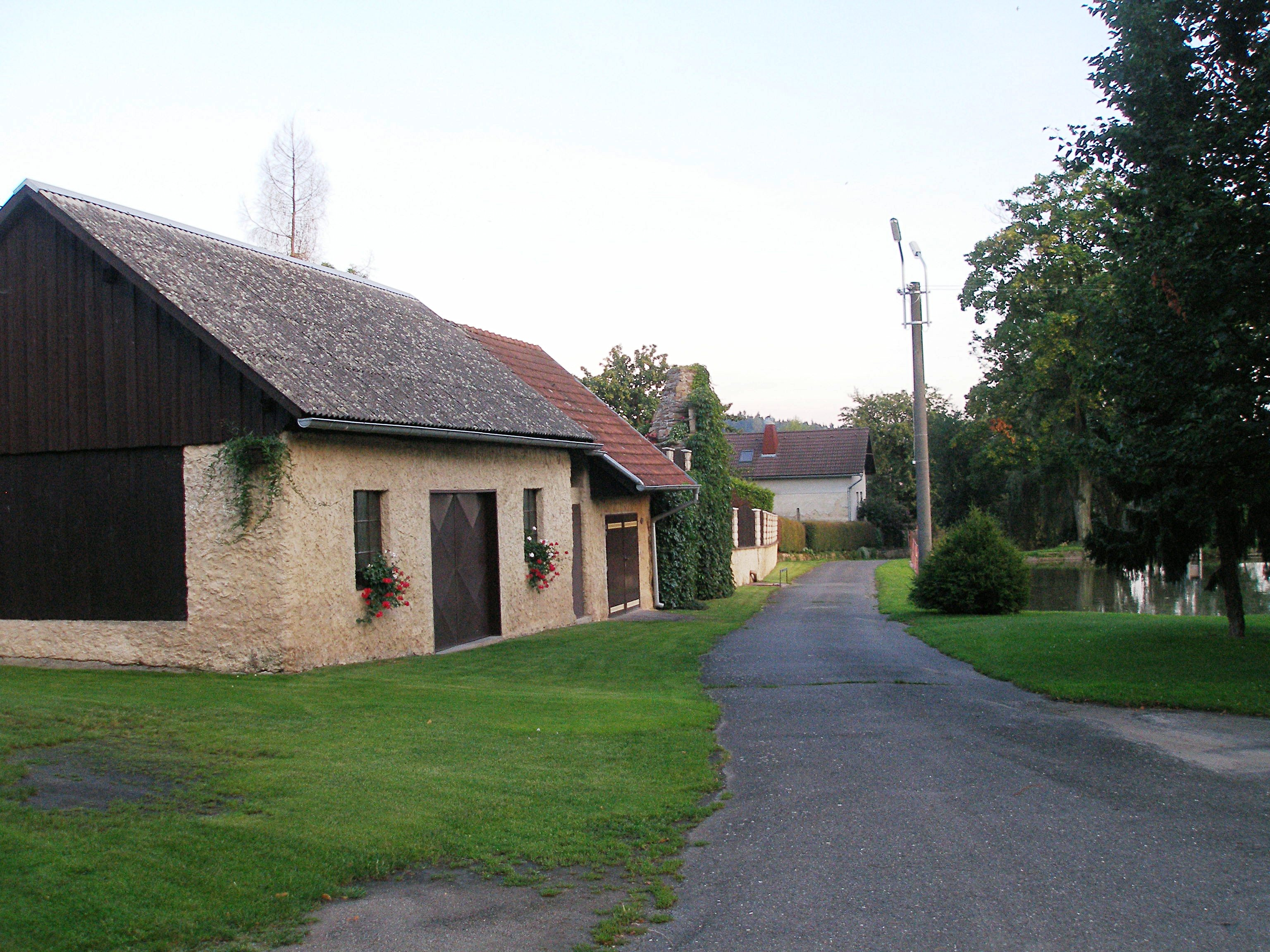
Střed obce
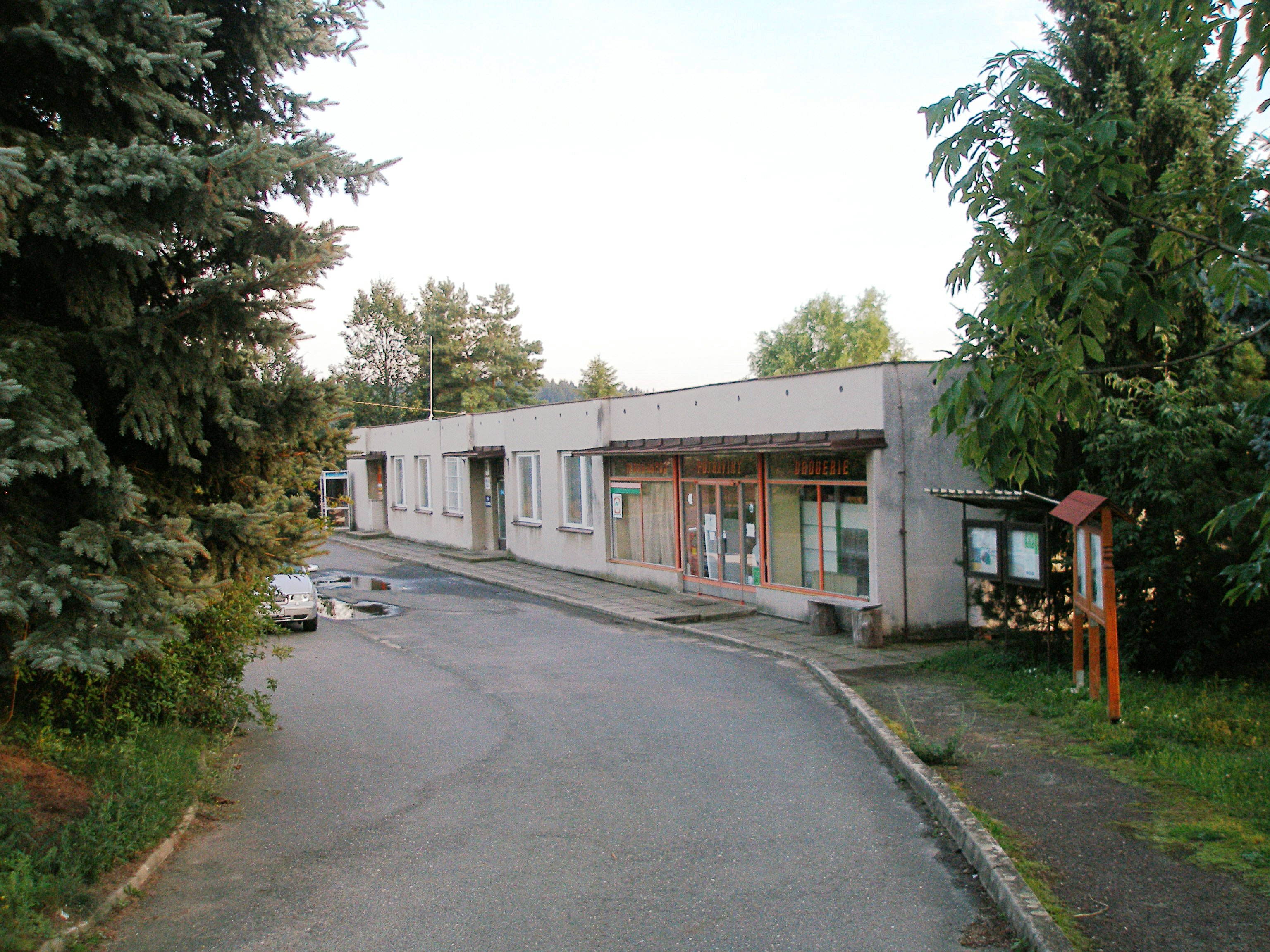
Obecní úřad